# یابوگان
یابوگان (به لاتین: Yabogan) یک منطقهٔ مسکونی در روسیه است که در جمهوری آلتای واقع شده‌است.